# 금지된 사랑 (1989년 영화)
《금지된 사랑》(영어: Say Anything...)은 미국에서 제작된 캐머런 크로 감독의 1989년 청춘 로맨틱 코미디 드라마 영화이다. 존 큐색 등이 출연하였고, 폴리 플랫 등이 제작에 참여하였다.

## 출연진
- 존 큐색
- 아이오니 스카이
- 존 머호니
- 릴리 테일러
- 에이미 브룩스
- 패멀라 시걸
- 제이슨 굴드
- 로런 딘
- 글렌 워커
- 제러미 피븐
- 비비 뉴워스
- 에릭 스톨츠
- 차이나 필립스
- 조애나 프랭크
- 리처드 포트노
- 필립 베이커 홀
- 돈 “더 드래건” 윌슨
- 조앤 큐색
- 댄 캐스털러네타
- 로이스 차일스

## 기타 제작진
- 공동 제작: 리처드 마크스
- 미술: 마크 맨스브리지
- 추가 음악 작곡: 낸시 윌슨
- 조감독: 허브 에이덜먼